# Lucas Domínguez
Lucas Domínguez Irarrázabal (ur. 27 października 1989 w Santiago) – chilijski piłkarz grający na pozycji obrońcy w CSD Rangers.
22 stycznia 2011 roku zadebiutował w reprezentacji Chile przeciwko Stanom Zjednoczonym.